# Ledisi
Ledisi Anibade Young amerikai énekesnő, dalszerző, színész. Nyolcszor jelölték Grammy-díjra.
Ledisi neve nigériai joruba nyelven „teremtőt” jelent.
Nevelőapja, egy new orleans-i dzsesszdobos volt. Nyolc évesen már a New Orleans Symphony Orchestra-val énekelt. Szerepelt a The Wiz című musicalben, később ösztöndíjasként opera és zongora tanulmányokba kezdett a kaliforniai Berkeley-n. 2000-ben megjelentette a Soulsinger: The Revival című szólóalbumát, ezután turnéba kezdett.

## Diszkográfia
- Soulsinger: The Revival (2000)
- Feeling Orange but Sometimes Blue (2002)
- Lost & Found (2007)
- It`s Christmas (2008)
- Turn Me Loose (2009)
- Pieces of Me (2011)
- The Truth (2014)
- Let Love Rule (2017)
- The Wild Card (2020)
- Ledisi Sings Nina (2021)

## Grammy-díj jelölések
- 2013, Best R&B Performance, Gonna Be Alright
- 2012, Best R&B Performance, Pieces of Me
- 2012, Best R&B Song, Pieces of Me
- 2012, Best R&B Album, Pieces of Me
- 2010, Best R&B Album, Turn Me Loose
- 2010, Best Female R&B Vocal Performance: Goin' Thru Changes
- 2008, Best New Artist
- 2008, Best R&B Album, Lost & Found